# Open du Brésil de tennis de table
L'Open du Brésil ITTF est une étape du Pro-tour de tennis de table organisée par la fédération internationale de tennis de table. La compétition se déroule à Rio de Janeiro (Brésil).
Le World Tour est arrêté fin 2020 et est remplacé par les épreuves de la WTT marquant la fin des "tournois open" de l'ITTF.

## Palmarès

### Open ITTF
| année          | simple messieurs   | double messieurs                  | simple dames     | double dames                    | U21 messieurs     | U21 dames       |
| -------------- | ------------------ | --------------------------------- | ---------------- | ------------------------------- | ----------------- | --------------- |
| 1996           | Carl Prean         | Masahiro Hashimoto/Yoshio Yajima  | Chen Jing        | Ryoko Imasaka/Yoshie Miyake     |                   |                 |
| 1997           | Liu Guoliang       | Kong Linghui/Liu Guoliang         | Ryu Ji-Hae       | Lee Eun-Sil/Ryu Ji-Hae          |                   |                 |
| 1999           | Zoran Primorac     | Zoran Primorac/ Jean-Michel Saive | Chen Jing        | Anne Boileau/Anne-Sophie Gourin |                   |                 |
| 2000           | Liu Guoliang       | Kong Linghui/Liu Guoliang         | Wang Nan         | Kim Moo-Kyo/Ryu Ji-Hae          |                   |                 |
| 2001           | Timo Boll          | Werner Schlager/Karl Jindrak      | Aya Umemura      | Lee Eun-sil/Shin Soo-hee        |                   |                 |
| 2002           | Werner Schlager    | Werner Schlager/Karl Jindrak      | Aya Umemura      | Lee Eun-sil/Suk Eun-mi          |                   |                 |
| 2003           | Chuang Chih-Yuan   | Ko Lai Chak/Li Ching              | Tie Yana         | Lin Ling/Zhang Rui              | Chih-Chi Wu       | Sayaka Hirano   |
| 2004           | Vladimir Samsonov  | Peter Franz/ Jens Lundqvist       | Liu Jia          | Csilla Batorfi/Krisztina Toth   | Loic Bobillier    | Sayaka Hirano   |
| 2005           | Adrian Crisan      | Par Gerell/Jens Lundqvist         | Kim Kyung-ah     | Tanja Kramer/ Georgina Pota     | Janos Jakab       | Georgina Pota   |
| 2006           | Cho Eon-rae        | Tiago Apolonia/Joao Monteiro      | Haruna Fukuoka   | Lee Eun-sil/Moon Hyun-jung      | Tiago Apolonia    | Lee Eun-hee     |
| 2007           | Yo Kan             | Cho Eon-rae/Ko Jun-hyung          | Tie Yana         | Tie Yana/Zhang Rui              | Tiago Apolonia    | Galia Dvorak    |
| 2008           | Jiang Tianyi       | Kim Jung-hoon/Yoon Jae-young      | Wang Yuegu       | Kim Kyung-ah/Park Mi-young      | Sheng-Sheng Huang | Yuka Ishigaki   |
| 2011           | Dimitrij Ovtcharov | Lars Hielscher/Bastian Steger     | Wang Yuegu       | Li Jiawei/Wang Yuegu            | Feng Chen         | Yihan Zhou      |
| 2012           | Oh Sang-eun        | Oh Sang-eun/Ryu Seung-min         | Kim Kyung-ah     | Li Jiawei/Wang Yuegu            | Harmeet Desai     | Ariel Hsing     |
| 2013           | Hugo Calderano     | non disputé                       | Elizabeta Samara | non disputé                     | Soumyajit Ghosh   | Manika Batra    |
| 2014 Santos    | Liu Dingshuo       | non disputé                       | Liu Xin          | non disputé                     | Zhu Cheng         | Liu Xin         |
| 2017 São Paulo | Hugo Calderano     | Hugo Calderano/Gustavo Tsuboi     | Bernadette Szőcs | Bernadette Szőcs/ Audrey Zarif  | Andrea Landrieu   | Bruna Takahashi |

### Série WTT
| Année & Lieu        | Tournoi                           | Simple messieurs | Double messieurs          | Simple dames  | Double dames                 | Double mixte              |
| ------------------- | --------------------------------- | ---------------- | ------------------------- | ------------- | ---------------------------- | ------------------------- |
| 2023 Rio de Janeiro | WTT Contender Rio de Janeiro (de) | Mattias Falck    | Lim Jong-hoon An Jae-hyun | Hina Hayata   | Shin Yu-bin Jeon Ji-hee      | Lim Jong-hoon Shin Yu-bin |
| 2024 Rio de Janeiro | WTT Contender Rio de Janeiro (de) | Hugo Calderano   | An Jae-hyun Oh Jun-sung   | Miyu Nagasaki | Honoka Hashimoto Hitomi Satō | Lim Jong-hoon Shin Yu-bin |
| 2025 Foz do Iguaçu  | WTT Star Contender Foz do Iguaçu  |                  |                           |               |                              |                           |